# Cryptus morleyi
Cryptus morleyi är en stekelart som först beskrevs av Meunier 1924.  Cryptus morleyi ingår i släktet Cryptus och familjen brokparasitsteklar. Inga underarter finns listade i Catalogue of Life.